# Беловежда късокрилка
Беловежда късокрилка (Brachypteryx montana) е вид птица от семейство Muscicapidae.

## Разпространение
Видът е разпространен в Бутан, Китай, Индия, Индонезия, Лаос, Малайзия, Мианмар, Непал, Филипините, Тайланд и Виетнам.